# Гигантские белки
Гигантские белки, или ратуфы (лат. Ratufa), — род грызунов семейства беличьих. Обитают в тропических лесах Южной и Юго-Восточной Азии.
Это крупные животные с длиной тела около 50 см и массой до 3 кг. Длина хвоста примерно равна длине тела. Ведут одиночный образ жизни. У самок рождается 1—2 детёныша, 2—3 выводка в году. Для белок характерны хорошо развитые, широкие подушечки на передних лапах, позволяющие животным амортизировать при прыжке. Благодаря этому гигантская белка способна передвигаться прыжками около 6 м в длину и 5—10 м в глубину. В рацион входит разнообразная растительная пища, а также крупные насекомые, яйца и птенцы.

## Виды
В состав рода включают 4 вида:
- Ratufa macroura — Большехвостая гигантская белка — юг Индии, Шри-Ланка
- Ratufa indica — Индийская гигантская белка — Индия
- Ratufa bicolor — Двухцветная белка — Юго-Восточная Азия, Хайнань, Суматра, Ява и Бали
- Ratufa affinis — Кремовая белка — полуостров Малакка, Суматра, Борнео